# Guillermo Valencia
Guillermo Valencia Castillo (n. 10 octombrie 1873, Popayán, Columbia – d. 8 iulie 1943, Popayán, Columbia) a fost un poet, diplomat și politician columbian.

## Biografie
Se naște la Popayán, Columbia pe 20 octombrie 1873. În 1896 se mută la Bogota unde ocupă funcții diplomatice și administrative. A fost ales senator și de două ori candidează fără succes la funcția de președinte al țării. Având cunoștințe solide despre perioada clasică, traduce din Goethe, Victor Hugo, Baudelaire, Stéphane Mallarmé, Oscar Wilde, D'Anunzio, Verlaine, Maeterlinck, Flaubert, Stefan George și din marii poeți chinezi ai secolului al VIII-lea.
Moare la Popayán pe 8 iulie 1943.

## Opera

### Poezie
- 1899: Rituri (Ritos)
- 1918: Poemas
- 1928: Catay